# Manfred Hermann (Kunsthistoriker)

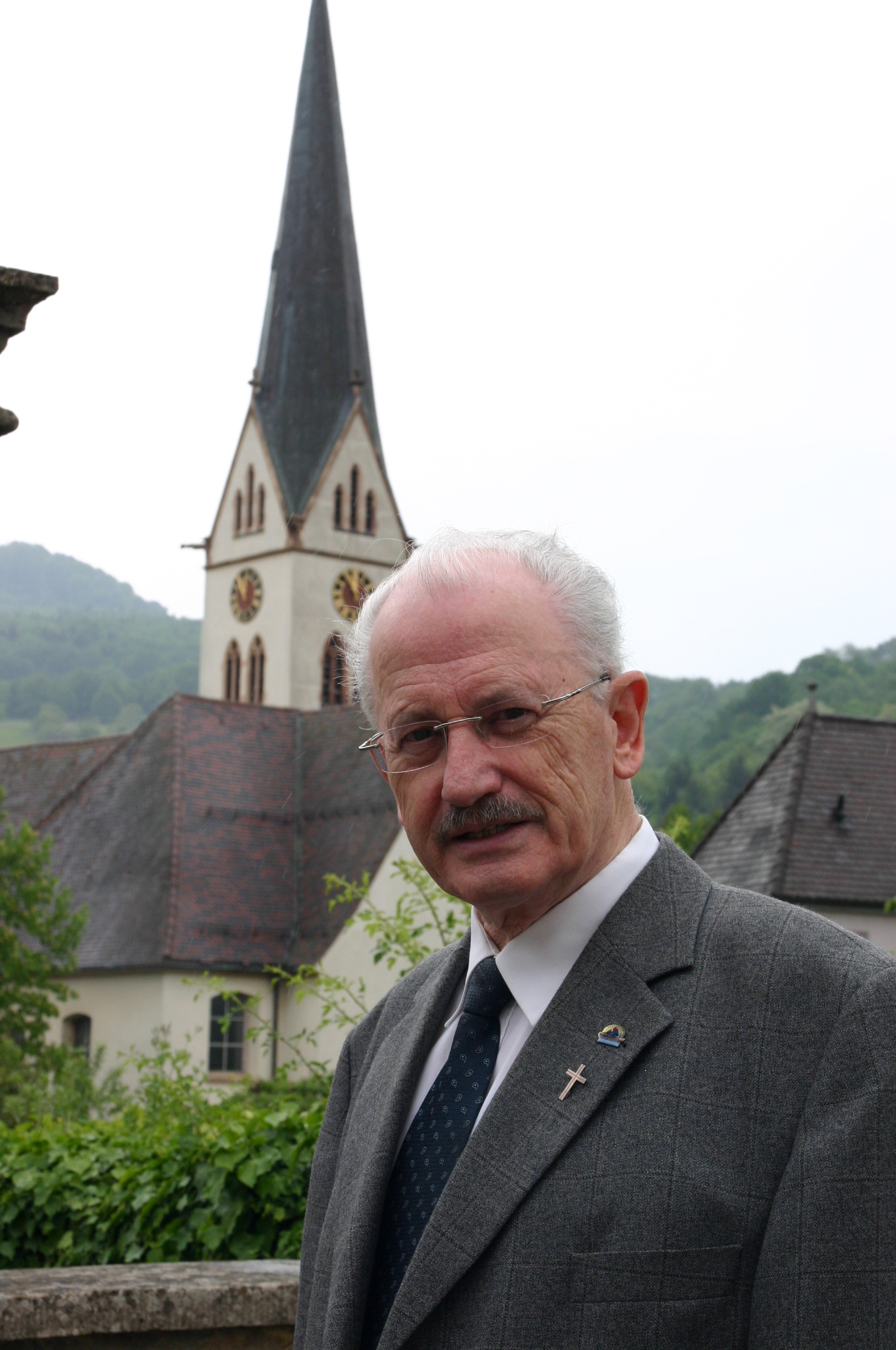
Manfred Hermann vor seiner Ebringer Kirche

Manfred Hermann (* 2. Mai 1937 in Gütenbach; † 22. Oktober 2011 in Freiburg im Breisgau) war römisch-katholischer Pfarrer und ein bedeutender Kunsthistoriker für Baden-Württemberg, besonders für das Oberrhein-Gebiet, die Baar und das ehemalige Fürstentum Hohenzollern-Sigmaringen sowie für die Zeit des Barock.

## Leben
Nach dem Besuch des Berthold-Gymnasiums in Freiburg im Breisgau studierte er in Freiburg und München Theologie. 1962 wurde er zum Priester geweiht. Er war dann Vikar in Obereschach, jetzt Stadtteil von Villingen-Schwenningen, in Oppenau, in Buchholz, jetzt Stadtteil von Waldkirch, in Burladingen, in Kappel, jetzt Stadtteil von Freiburg im Breisgau, und im Baden-Badener Stadtteil Lichtental. Von 1971 bis 1978 war er erst Pfarrverweser, dann Pfarrer in Neufra, bevor er 1979 Pfarrer der Pfarrgemeinde St. Gallus in Ebringen wurde. 2006 trat er in den Ruhestand. Er ist auf dem Ebringer Friedhof bestattet.

## Kunstgeschichtliches Werk

### Allgemeines
Hermann war als Kunsthistoriker Autodidakt. Seine Themen spiegeln die Stationen seines Lebens wider. Vielleicht war es eine Holzschnitzfigur des heiligen Antonius des Großen in der Pfarrkirche St. Josef im Tal der Wilden Gutach, und zwar in Obersimonswald, dem ersten Dorf gutachabwärts von seinem Geburtsort Gütenbach, die ihn endgültig zur Kunstgeschichte führte. Er entdeckte ihre Zusammengehörigkeit mit zwei Figuren im Freiburger Augustinermuseum und schrieb die Gruppe einem Hans Wydyz nahestehenden Künstler zu: „Die aus Lindenholz geschnitzte ... Plastik <des Antonius> müssen wir uns an ihrem ehemaligen Aufbewahrungsort in einem reichen gotischen Schrein vorstellen. In der Mitte stand die breite Sitzfigur des hl. Antonius, ... zu ihr gesellten sich zwei weitere Heiligengestalten in den Seitennischen, die heute ... im Augustinermuseum in Freiburg aufbewahrt werden. Es sind ein hl. Rochus, dessen Pestbeule am Oberschenkel ein Engel pflegt und der einem Hund ein Stück Brot reicht, und eine Apostelfigur mit einem Buch in der Hand, wohl ein hl. Jakobus d. Ä. <Man dürfte den Altar> im ersten Jahrzehnt des 16. Jahrhunderts bei einem uns weiter unbekannten Künstler in Auftrag gegeben haben, der sich an der damals bekanntesten Schnitzerwerkstatt zu Freiburg orientierte, nämlich an dem aus Straßburg eingewanderten Hans Wydytz.“
Der Obersimonswälder Antonius und seine Assistenzfiguren standen lange in der Freiburger Niederlassung des nach Antonius dem Großen benannten Antoniter-Ordens. Hermann blieb ihm nah, als er die Geschichte der Antoniterniederlassung in Villingen-Schwenningen erforschte, nah seinem ersten Wirkort als Vikar.
Die Jahre in Burladingen und Neufra brachten viele Einzeluntersuchungen zur Geschichte von Hohenzollern-Sigmaringen – mindestens zwanzig, zwischen 1971 und 1978, allein in der Zeitschrift Hohenzollerische Heimat. Dazu gehören nicht nur kunsthistorische Titel, wie die folgenden Beispiele zeigen: „Die Turn- und Taxi'schen Postanstalten in Hohenzollern“, „Zur Postgeschichte von Veringenstadt/Hohenzollern“ und „Die Thurn und Taxische Postablage Burladingen.“ In einer größeren Monographie beschrieb er die Neufraer Hochbergkapelle. Die umfangreichste Frucht war ein Buch, in dem auf gegenüberliegenden Seiten jeweils eine Skulptur aus dem Landkreis Sigmaringen abgebildet und detailliert besprochen ist – Skulpturen von 1150 bis 1986, dem Erscheinungsjahr des Buches.
Als Hermann Neufra verließ, schrieb der Redakteur der Hohenzollerischen Heimat: „Was Pfarrer Hermann für die Kunstgeschichte in Hohenzollern geleistet hat, könnte man fast schon als ‚Lebenswerk‘ bezeichnen; dabei war es kaum das Werk eines Jahrzehnts.“
Als Pfarrer in Ebringen gab Hermann für den Verein für Dorfgeschichte Schallstadt-Mengen-Wolfenweiler, dessen Vorsitzender er war, das Buch „1225 Jahre Mengen“ heraus, zu dem er mehrere Kapitel beitrug.
Am meisten faszinierte Hermann das Barock. Mit seinem Freund Hermann Brommer verfasste er den zweiten Teil einer Monographie über die Bildhauersippe Hauser (1611–1842). In engem Kontakt mit ihm erforschte er auch die mit den Hausers verwandte Bildhauersippe Winterhalder oder Winterhalter (etwa ab 1613). In seinem ersten Aufsatz über Matthias Faller schrieb er 1974 noch: „Der Name Matthias Faller steht bisher in keinem Kunstlexikon der Welt.“ Seit 2003 steht sein eigener Matthias Faller-Artikel im Allgemeinen Künstlerlexikon. Er schilderte Fallers Leben und Werk in St. Märgen und trug Biographie und Werkverzeichnis zum Katalog der Ausstellung zu Fallers 300. Geburtstag in St. Märgen bei.

### Kunstführer
Einen großen Interessentenkreis hat Hermann durch seine Monographien in der Reihe der Kunstführer des Verlags Schnell und Steiner und später des Kunstverlags Josef Fink in Lindenberg im Allgäu erreicht. Die Führer sind hier – wo nicht anders angegeben nach dem Jahr der Erstauflage – chronologisch gereiht.
- Sigmaringen, Pfarrkirche St. Johann Evangelist 2. Auflage 1976
- Kirchzarten, Pfarrkirche St. Gallus 1976
- Meßkirch, Stadtkirche St. Martin 4. Auflage 1977
- Breitnau, Pfarrkirche St. Johannes Evangelist 1979
- Löffingen, Wallfahrtskirche zum Witter-Schneekreuz 2. Auflage 1980
- Kappel (Freiburg im Breisgau), Pfarrkirche St. Gallus 1983
- Pfaffenweiler, Pfarrkirche St. Columba 1983
- Ebringen, Pfarrkirche St. Gallus und Otmar 1987
- Löffingen, Pfarrkirche St. Michael 1989
- Bad Krozingen, Pfarrkirche St. Alban 1991
- St. Märgen, Ehemalige Augustiner-Chorherrenkirche – heute Pfarr- und Wallfahrtskirche 16. Auflage 1996
- Vöhrenbach, Pfarrkirche St. Martin 1996
- Donaueschingen, Pfarrkirche St. Johann 12. Auflage 1998
- Ebringen, Berghauser Kapelle St. Trudpert 1998
- Sasbach, Pfarrkirche St. Brigitta Sasbach bei Achern: 1400 Jahre Gemeinde am Fuß der Hornisgrinde 1998
- Glottertal, Pfarrkirche St. Blasius 1999
- Neuhausen (Königsfeld im Schwarzwald), Pfarrkirche St. Martin 1999
- Todtnau, Katholische Kirchen 2. Auflage 2000
- Immenstaad am Bodensee, Pfarrkirche St. Jodokus 2000
- Buchenbach, Pfarrkirche St. Blasius 2002
- St. Märgen, Wallfahrtskirche zum heiligen Judas Thaddäus 2002
- Sölden (Schwarzwald), Pfarrkirche St. Fides und Markus 2002
- Waldau, Pfarrkirche St. Nikolaus 2005
- Wiesloch, Stadtpfarrkirche St. Laurentius und  ehemalige Augustiner-Eremiten-Klosterkirche 2005
- Konstanz, Dreifaltigkeitskirche 2007
- Konstanz, St. Stephan 3. Auflage 2009
- Wald (Hohenzollern), Ehemalige Zisterzienserinnen-Klosterkirche, jetzt Pfarrkirche St. Bernhard 2011

### Kirchenbau
Als Pfarrer war Hermann für die Renovierung seiner Ebringen Kirche St. Gallus und Otmar sowie der Berghauser Kapelle auf dem Schönberg-Sattel zwischen Ebringen und Wittnau (Breisgau) verantwortlich. Eine singuläre Leistung war der Neubau einer Kirche für die 1972 errichtete katholische Pfarrgemeinde Schallstadt-Wolfenweiler. Die Katholiken benutzten zunächst Räume der evangelischen Pfarrgemeinde. Erst 1992 wurde auf einem Grundstück zwischen den Gemarkungen Schallstadt und Wolfenweiler der Grundstein für eine neue Kirche mit Gemeindezentrum gelegt, nach einer abgegangenen Kapelle in Schallstadt dem heiligen Blasius geweiht.
Hermanns Gedanke war, in einen durchaus modernen Zentralbau drei barocke Altäre aus der 1963 abgebrochenen und durch einen Neubau ersetzten Gütenbacher Pfarrkirche St. Katharina einzufügen. Sie hatten in Depots gestanden und mussten restauriert und ergänzt werden. Mit den Architekten Josef Laule und Hans-Peter Heitzler gelang die Integration: „Im verhältnismäßig kleinen Kirchenraum war ein Abschieben der Altäre an die Seite oder Rückwand nicht möglich. Dort hätten die plastisch und malerisch überaus kraftvollen Altäre den Raum bestimmt. So gab es als Lösung nur die Einbindung in das liturgische Konzept der Kirche. Vorbilder dafür gab es aber nur bei bestehenden Kirchen, bei denen alten Chöre neue Kirchenräume angefügt wurden, so in Hinterzarten oder Pfaffenweiler. Um den Altären eine Beziehung zu ihrem neuen Standort zu vermitteln, wurde der Ostteil der alten Chorturmkirche von Gütenbach maßstäblich nachgebaut und an den Zentralraum angefügt. Die drei alten Altäre, Symbol der Dreifaltigkeit, verbinden sich in der Kreuzform mit dem neuen Zelebrationsaltar ... Der hohe, offene Dachraum, mit seinem Oberlicht über dem Raum der Gemeinde, gleicht das Gewicht der drei Altäre aus.“ Werke von Matthias Faller, Johann Pfunner (1716–1788) und Simon Göser blieben so ihrer sakralen Bestimmung erhalten. „Odyssee und glückliches Ende,“ schrieb Hermann.